# هول‌بروک، سری‌لانکا
هول‌بروک (به لاتین: Holbrook) یک منطقهٔ مسکونی در سری‌لانکا است که در ناحیه نووارا الییا واقع شده‌است.